# Amalie Jordt

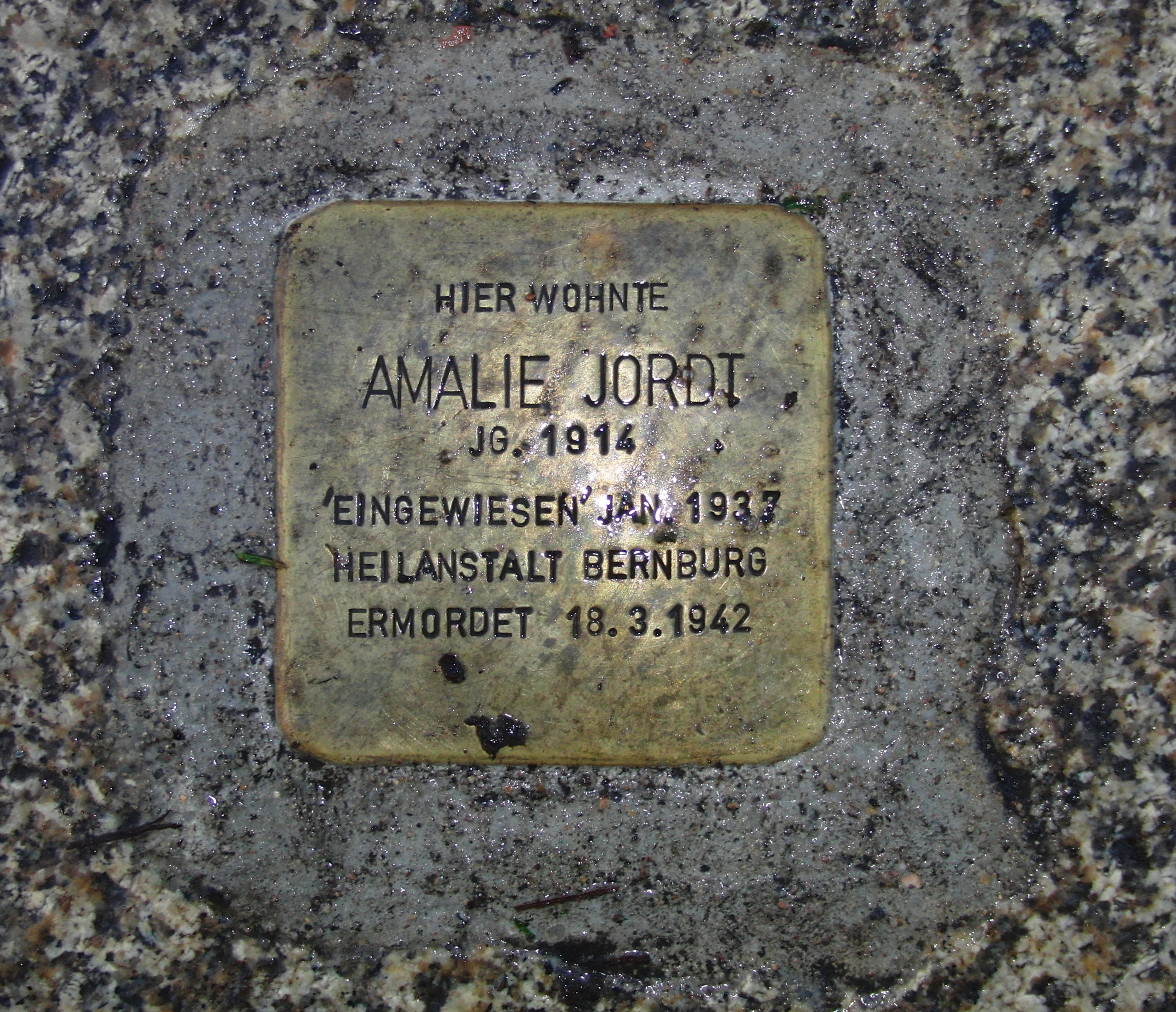
Stolperstein zum Gedenken an Amalie Jordt

Amalie Jordt (vollständiger Name: Marie Luise Wanda Amalie Jordt; * 11. März 1914 in Nienburg; † 18. März 1942 in Bernburg) war eine deutsche Zeugin Jehovas (bis 1931 als Bibelforscher bezeichnet) und ein Opfer der Zeit des Nationalsozialismus. Sie wurde 1942 im Rahmen der Aktion 14f13 als „nicht arbeitsfähig“ eingestuft und aus dem KZ Ravensbrück in die Tötungsanstalt Bernburg verbracht, wo sie schließlich ermordet wurde.

## Leben
Amalie Jordt wurde 1914 als Tochter des Oederaner Ehepaares Richard und Luise Jordt in Nienburg geboren. Sie bekannte sich wie auch ihre Eltern bereits als Jugendliche als aktive Zeugin Jehovas und hatte eine Wohnung in der Blücherstraße 17 in Chemnitz.
Nach dem Verbot der Zeugen Jehovas durch das NS-Regime am 24. Juni 1933 war sie oft als Kurier der Zeugen Jehovas tätig und geriet dabei immer wieder in das Visier der Gestapo, was Anfang 1937 zu ihrer Verhaftung führte. In einem Verfahren vor dem Sondergericht Freiberg, welches am 30. und 31. Juli 1937 im Schwurgerichtssaal des Landgerichtsgebäudes in Chemnitz stattfand, wurde Jordt zu vier Jahren Gefängnis verurteilt. Dieser Prozess lief gegen insgesamt 23 Zeugen Jehovas. Ihr sichergestelltes Fahrrad wurde eingezogen.
Ihre Haftzeit verbüßte Jordt unter anderem in den Gefängnissen in Cottbus und Leipzig. Als sie ihre Strafe verbüßt hatte, wurde sie zwar aus dem Gefängnis entlassen, jedoch bereits am Gefängnistor von der Gestapo erneut verhaftet und am 17. Februar 1942 in das neu errichtete Konzentrationslager Ravensbrück eingeliefert.
1942 gehörte sie zu den rund 1.600 Frauen aus dem KZ Ravensbrück, die im Rahmen der Aktion 14f13 selektiert wurden. Margarete Buber-Neumann, die selbst lange Zeit im KZ Ravensbrück eingesperrt war, schreibt in ihrem Buch Als Gefangene bei Stalin und Hitler, dass im Winter 1941/42 in Ravensbrück eine „Ärztekommission“ auftauchte, die alle „geistig Minderwertige“, „Krüppel“ und „Arbeitsunfähige“ im Baderaum des Lagers an sich vorbeidefilieren ließ. Alle Frauen, die von den „Ärzten“ als nicht mehr arbeitsfähig selektiert wurden, wurden in Listen erfasst und zur Vergasung vorgesehen. Da es zu jener Zeit in Ravensbrück noch keine Gaskammer gab, begannen Anfang 1942 im Zuge der „14 f 13“-Mordaktionen die so genannten „Schwarzen Transporte“ in die Nervenklinik nach Bernburg. Dort befand sich in den Kellerräumen eine Gaskammer, die noch heute besichtigt werden kann.
Am 18. März 1942 gehörte die gerade 28 Jahre junge Jordt zu denen, die frühmorgens in Ravensbrück auf einen großen, mit Planen bedeckten LKW gesteckt wurden und nach Bernburg/Saale gefahren wurden. Nach ihrer Ankunft in Bernburg wurden die Frauen noch am gleichen Tag in der dortigen Gaskammer mit Kohlenstoffmonoxid ermordet und anschließend eingeäschert. Ihre Kleidungsstücke, die sie vor der Vergasung ablegen mussten, wurden mit dem LKW wieder nach Ravensbrück zurückgebracht. Ihrer Familie teilte man am 24. März mit, sie sei am 18. März verstorben und am 21. eingeäschert worden.

## Familie
Die Familie Jordt war seit Mitte der 1920er Jahre Mitglied der Bibelforscher, wie sich die Zeugen Jehovas bis 1931 noch nannten. Sie betrieben in Oederan eine Gärtnerei, die jedoch in den ersten Jahren der NS-Zeit durch den Aufruf der Nationalsozialisten zum Kaufboykott bei Zeugen Jehovas geschlossen werden musste.
Amalie Jordts Vater Richard Jordt arbeitete damals bei der Deutschen Reichsbahn als Schrankenwärter. Aufgrund eines Beschlusses der Reichsbahndirektion Dresden mit dem Aktenzeichen 5 H 2 Pbrb wurde er jedoch am 4. Mai 1936 fristlos entlassen. Entlassungsgrund war die „Verweigerung der Anwendung des Grußes Heil Hitler“ (auf Grund § 31 Ziffer 6 der Dilo). Für die Ausübung seines Glaubens wurde er in der Folge zweimal für insgesamt neun Monate inhaftiert. Er verstarb am 2. Juli 1949 in Oederan.
Ihre Mutter, Luise Linna Jordt (geb. Böse, 1893 in Nienburg (Weser)), wurde nach dem Ende August 1950 erfolgten Verbot der Zeugen Jehovas in der DDR wegen ihres Glaubens verhaftet und 1955 vom Bezirksgericht Chemnitz zu 4 Jahren Zuchthaus verurteilt, die sie im Gefängnis Hoheneck und in Chemnitz verbüßen musste.
Der Verlobte von Amalie Jordt, Walter Hönig aus Flöha, wurde im Februar 1937 zu drei Jahren Gefängnis verurteilt, die er im Zuchthaus Waldheim verbüßte. Am 18. Mai 1943 wurde er vom Reichskriegsgericht Berlin wegen Kriegsdienstverweigerung zum Tode verurteilt und am 8. Juni 1943 im Zuchthaus Brandenburg durch das Fallbeil enthauptet.

## Gedenken
Am 7. Oktober 2008 wurde an ihrem letzten selbstgewählten Wohnort – der Blücherstraße 17 in Chemnitz – ein Stolperstein verlegt. 2013 wurde der Stein durch bislang unbekannte Täter entfernt.